# Andrew Curlewis
Andrew Curlewis (Zuid-Afrika, 19 augustus 1983) is een Zuid-Afrikaans golfprofessional. Hij debuteerde in 2004 op de Sunshine Tour.

## Loopbaan
Voordat Curlewis in 2004 een golfprofessional werd, was hij een goede golfamateur en won een paar golftoernooien. In midden april 2007 behaalde hij op de Sunshine Tour zijn eerste profzege door de Vodacom Origins of Golf Tour van Arabella te winnen. Hij won toen de play-off van Alan Michell.

## Prestaties

### Amateur
- Natal Senior Amateur Team, Natal Amateur Championship, National U21 Amateur Team, Natal Strokeplay Championship

### Professional
Sunshine Tour
| Nr. | Datum             | Toernooi                                | Score        | Score | Info                             |
| --- | ----------------- | --------------------------------------- | ------------ | ----- | -------------------------------- |
| 1   | 20 april 2007     | Vodacom Origins of Golf Tour - Arabella | 68+68+71=207 | –9    | Won de play-off van Alan Michell |
| 2   | 29 augustus 2013  | Wild Waves Golf Challenge               | 66+63+65=194 | –16   | [ 2 ]                            |
| 3   | 13 september 2013 | Vodacom Origins of Golf Tour - Parys    | 72+69+68=209 | –7    | Won de play-off van Lyle Rowe    |